# Eremobatidae
Eremobatidae vormen een familie van spinachtigen die behoren tot de orde rolspinnen (Solifugae).

## Naam en indeling
De wetenschappelijke naam van de groep werd voor het eerst voorgesteld door Karl Matthias Friedrich Magnus Kraepelin in 1901. De familie wordt verdeeld in 197 soorten en acht geslachten. Onderstaand een lijst van de geslachten volgens Solifuges of the World.
- Geslacht Eremobates
- Geslacht Eremochelis
- Geslacht Hemerotrecha
- Geslacht Eremocosta
- Geslacht Eremorhax
- Geslacht Chanbria
- Geslacht Horribates
- Geslacht Eremothera

## Verspreidingsgebied
De vertegenwoordigers van de familie komen voor in delen van zuidelijk Noord-Amerika.